# سفارة فنلندا في كندا
سفارة فنلندا في كندا هي أرفع تمثيل دبلوماسي لدولة فنلندا لدى كندا. تقع السفارة في أوتاوا وهي تهدف لتعزيز المصالح الفنلندية في كندا.

## وصلات خارجية
- قائمة سفارات فنلندا
- قائمة السفارات في كندا